# Yuhki Kuramoto
Yuhki Kuramoto (倉本 裕基 Kuramoto Yūki?) (10 de septiembre de 1951 en Urawa-ku, Saitama, Japón) es un pianista y compositor japonés. Su nombre real es Kitano Minoru (北野 實?).

## Biografía
Estudió piano desde muy pequeño. En la escuela, estudió el trabajo de Rajmáninov y trabajó como solista de medio tiempo en orquestas. Más tarde estudió en el Instituto de Tecnología de Tokio y obtuvo un grado en Física Aplicada, pero decidió convertirse en músico.
Kuramoto compone principalmente para el piano, aunque existen composiciones orquestales para algunas de sus piezas. Se concentró en la interpretación del piano, la composición y el arreglo de música clásica y música popular. Como músico profesional, sus intereses comprenden géneros desde música clásica hasta música folk y música popular. Kuramoto nunca asistió a un conservatorio y desarrolló su conocimiento principalmente de manera autodidáctica. A la edad de 35 publicó su primer álbum.

## Carrera
En Japón, sus álbumes se mantienen con ventas estables, pero no se comparan con las ventas de música comercial. Sin embargo, es muy popular en Corea del Sur en donde ha tenido mucho éxito desde la publicación de su música en ese país en 1998. Debido a las crecientes ventas decidió brindar su concierto debut en 1999 en el Seoul Arts Center, con las entradas agotadas y un auditorio de 2,800 personas. Desde entonces, 8 de sus 13 álbumes han recibido un disco de platino y todos sus conciertos han sido llenos totales.
Kuramoto es considerado uno de los mayores exponentes del boom del New Age en Corea del Sur. Ha hecho colaboraciones con prominentes artistas surcoreanos como Shin Seung-Hoon y la soprano Sumi Jo.
El estilo de Kuramoto refleja la influencia de una variedad de compositores de diferentes períodos como Rajmáninov, Chopin y Ravel.

## Álbumes
La siguiente es una lista incompleta de los álbumes de Yuhki Kuramoto:
| Título                                       | Fecha de lanzamiento    | Sello discográfico |
| -------------------------------------------- | ----------------------- | ------------------ |
| Reminiscence                                 | 9 de marzo de 1998      |                    |
| Romance                                      | 10 de julio de 1998     |                    |
| Sceneries of Love                            | 18 de abril de 2001     |                    |
| Harvest                                      | 7 de junio de 2001      |                    |
| Sailing in Silence                           | 25 de julio de 2001     | Crown              |
| Time for Journey                             | 10 de mayo de 2002      |                    |
| With Strings: Concertino                     | 4 de abril de 2003      |                    |
| Piano Consolation                            | 24 de noviembre de 2003 | Crown              |
| Pure Piano                                   | 31 de marzo de 2004     |                    |
| Heartstrings Again: Kuramoto with Strings    | 15 de diciembre de 2004 | Crown              |
| Heart Strings                                | 28 de abril de 2005     |                    |
| My Favorite Songs, Vol. 2                    | 27 de junio de 2005     | Crown              |
| Piano Nostalgia                              | 5 de diciembre de 2005  | Crown              |
| Piano Jewels                                 | 27 de febrero de 2006   |                    |
| Concertino                                   | 29 de mayo de 2006      | Crown              |
| Lake Misty Blue                              | 29 de mayo de 2006      | Crown              |
| Refinement                                   | 29 de mayo de 2006      | Crown              |
| Tsuiso Romance                               | 29 de mayo de 2006      | Crown              |
| Tales From Misty Woods                       | 29 de mayo de 2006      | Crown              |
| Love Jewelry                                 | 19 de junio de 2006     | Crown              |
| Piano Fantasy: Memories of Beautiful Scenery | 19 de junio de 2006     | Crown              |
| Piano Fantasy, Vol. 2                        | 19 de junio de 2006     | Crown              |
| Yume no madobeni Reverie                     | 19 de junio de 2006     | Crown              |
| Yuhki Collection                             | Junio de 2006           | Crown              |
| Heart Strings, Vol. 3                        | Diciembre de 2006       | Crown              |
| Piano Affection: Memory of Love              | 1 de junio de 2009      | CNL Music Korea    |
| 10th Anniversary Romance                     | 24 de diciembre de 2009 |                    |
| Piano Poem                                   | 6 de mayo de 2010       |                    |
| Reverie                                      | 5 de junio de 2012      | CNL Music Korea    |